# Simona Křivánková
Simona Křivánková (nacida como Simona Vykoukalová, 6 de agosto de 1983) es una deportista checa que compitió en triatlón. Ganó una medalla de plata en el Campeonato Europeo de Triatlón de Larga Distancia de 2016.

## Palmarés internacional
| Campeonato Europeo | Campeonato Europeo | Campeonato Europeo | Campeonato Europeo |
| Año                | Lugar              | Medalla            | Prueba             |
| ------------------ | ------------------ | ------------------ | ------------------ |
| 2016               | Poznan (Polonia)   | Medalla de plata   | Individual         |